# Grace (episodio de Falling Skies)
Grace (Gracia en Latinoamérica, Gracias, Señor en España) es el cuarto episodio de la serie de drama y ciencia ficción de TNT, Falling Skies. El episodio fue escrito por Melinda Hsu Taylor y dirigido por Fred Toye y salió al aire el 3 de julio de 2011 en E.U.

## Argumento
El Skitter que Tom ha capturado es mantenido cautivo en una jaula y Anne y el Dr. Harris se dan a la tarea de estudiarlo. Pope informa a Weaver que hay una tienda de motocicletas muy cerca de la base, por lo que Weaver ordena a Tom que forme un equipo para ir por las motocicletas y por el combustible. Tom acepta a regañadientes que Pope los acompañe. Tom, Hal, Dai, Anthony y Pope se establecen en un camino de terracería para vigilar. Tom habla con Dai acerca de cómo se preocupa por sus hijos y le cuenta que su esposa podría haber manejado la situación con Hal mejor que él. 
Anne, con la esperanza de aprender más sobre el Skitter, le muestra imágenes, pero Harris argumenta que es una pérdida de tiempo. Scott, muestra Weaver una radio que hizo con la ayuda de Matt. En su búsqueda de las motocicletas, el grupo ve un grupo de Skitters bajo un puente durmiendo boca abajo como lo hacen los murciélagos. Pope pide derribarlos, pero Tom no está de acuerdo.
Anne comienza a darle agua para beber al Skitter mientras Harris entra con el Skitter que Pope y su banda asesinaron. Esto agravia al Skitter vivo. Antes de comer, Lourdes dice una oración. Weaver, la ve y le dice que tiene suerte "creer en algo" de todavía.
En la tienda de motocicletas, la banda se prepara para llevarse las motocicletas. Hal da cuenta de un medallón que a Karen le hubiera gustado. Tom le dice a Hal que su madre podría haber manejado mejor esta situación y Hal está de acuerdo con eso. De vuelta en la Escuela, Harris planea abrir al skitter para estudiar pero Anne protesta y le dice que se trata de una criatura viviente. Más tarde, el hijo de Mike, Rick se despierta y no reconoce a su padre, Mike se enfrenta al Skitter debido a esto, con la esperanza de que lo puede comprender. En su desesperación, Mike pone su arma en la boca del Skitter, golpeándolo y dejándolo inconsciente. Al mismo tiempo, que esto está sucediendo, Anne, Matt y Scott escuchan interferencia en la radio que Scott armó. El Dr. Harris le dice a Anne y a Mike que había encontrado un "punto de presión", cerca del paladar blando del Skitter. Anne cree que los Skitters tienen "radios en sus cabezas", ya que la interferencia en la radio de Scott ocurrió al mismo tiempo que Mike amenazó al Skitter. Sin embargo, mientras que los Skitters se comunican en frecuencias de radio sólo que esto tiene aproximadamente el mismo rango que una voz humana, por lo que el Skitter capturado no puede alertar a los otros. Anne intenta realizar una autopsia en el cadáver del Skitter de la guarida de Pope, pero está muerto desde hace mucho tiempo y el interior ya se ha podrido en un fluido pegajoso irreconocible.
A medida que la banda se prepara para salir de la tienda de motos, Pope llama a Dai, lo noquea y toma una motocicleta, escapando. Vuelve donde los Skitters duermen y los ataca con un explosivo. Despertando, Rick une el "arnés" a su espalda. La radio de Scott experimenta ondas de interferencia en este momento y Mike corre para encontrar a su hijo. Rick está ayudando a fugarse al Skitter. El Dr. Harris se comunica con el Skitter hablando con Rick. Mike corre y tira del "arnés" a su hijo, lo que hace qu Rick quede inconsciente.
Un grupo armando de niños con arneses se encuentra con Tom y los demás. Los chicos abren fuego, disparando a Dai en una pierna. Anthony sugiere que se defiendan, pero Tom dice que no. Tom cree que un Skitter está cerca, controlándolos. Los niños se mueven juntos, y sólo disparan cuando hay un objetivo a la vista. Tom hace una bomba molotov con gasolina, tela, y una botella. Enciende la tela, y luego dispara a un coche. El coche explota y los niños abren fuego contra el coche. Hal y Anthony huyen pero Tom y Dai son emboscados por un Skitter. Dai lo mata y se van.
Tom habla con Weaver y le dice que él va a buscar los medicamentos necesarios para las operaciones y luego irá a buscar a Ben. Tom habla a Hal quien se preocupa porque Ben sea una persona diferente. Tom le dice a Hal que Ben es fuerte. Más tarde, Tom va a comer y se sorprende al ver el pan fresco. Margaret le dice que es un regalo de despedida de Pope. Alrededor de la mesa, Tom, Hal, Dai, Matt, Anne y Lourdes se dan la mano y rezan. Weaver, sentado en la mesa de al lado, en silencio susurra junto con ellos, lo que indica que no ha perdido del todo la fe.

## Elenco
| - Noah Wyle como Tom Mason. - Moon Bloodgood como Anne Glass. - Drew Roy como Hal Mason. - Maxim Knight como Matt Mason. - Seychelle Gabriel como Lourdes Delgado. - Peter Shinkoda como Dai. - Colin Cunningham como John Pope. - Sarah Carter como Margaret. - Mpho Koahu como Anthony. - Will Patton como Capitán Weaver. | - Dylan Authors como Jimmy Boland. - Daniyah Ysrayl como Rick Thompson. - Melissa Kramer como Sarah. - Bruce Gray como Scott Gordon. - Steven Weber como Dr. Harris. - Martin Roach como Mike Thompson. |

## Recepción

### Recepción de la crítica
The A.V. Club le dio al episodio una B-.

“No todos los episodios se pueden caracterizar por una gran batalla entre los sobrevivientes y extraterrestres, tanto por razones de producción como por la línea argumental de la serie. El show no iba a durar media temporada, si ese fuera el caso, pero Falling Skies ha hecho un trabajo lo suficientemente fuerte como la construcción de los personajes que "Grace" se sintió más que un relleno”.
Matt Richenthal de TV Fanatic.

### Recepción del público
En su estreno original, "Grace" fue visto por una audiencia estimada de 4.07 millones hogares, según Nielsen Media Research. "Grace", recibió una calificación de 1,4 entre los espectadores con edades comprendidas entre 18 y 49 años, que demuestra una baja de una décima frente a la nota de 1,5 del episodio anterior.